# Kozlu
Kozlu ist eine Stadt und Hauptort des gleichnamigen Landkreises der türkischen Provinz Zonguldak in der westlichen Schwarzmeerregion. Die Stadt liegt etwa fünf Kilometer südwestlich der Provinzhauptstadt Zonguldak an der Küste und wurde (laut Stadtlogo) 1941 in den Stand einer Belediye (Gemeinde) erhoben. Kozlu Stadt ist Endpunkt der Bahnstrecke Irmak–Karabük–Zonguldak.
Der Landkreis liegt im Norden der Provinz am Schwarzen Meer. Er grenzt im Osten an den Landkreis Kilimli, im Süden an den Kreis Devrek, im Westen an den Kreis Ereğli. Das Schwarze Meer bildet im Norden eine natürliche Grenze. Durch die Stadt und den Landkreis verläuft von Westen nach Osten die Küstenstraße D010 von Karasu nach Zonguldak. Der leicht bergige Landkreis liegt in den nordöstlichen Ausläufern der Akçakoca Dağları. Im Nordosten liegt der Stausee Ulatan Barajı (auch Kozlu Barajı).
Der Landkreis entstand im Rahmen einer Gebietsreform Ende 2012, als vom früheren zentralen Landkreis Zonguldak im Südwesten der gleichnamige Bucak (Gesetz Nr. 6360) abgespalten wurde. Dabei wurden auch die südlichen Grenzen des neuen Kreises leicht verändert. Der Bucak Kozlu umfasste zur letzten Volkszählung vor der Gebietsänderung (2000) eine Bevölkerung von 46.018 in den 24 Ortschaften, dies entsprach 21,07 Prozent der damaligen Landkreisbevölkerung.
Ende 2020 gliederte sich der Landkreis in die Kreisstadt (85,36 % der Kreisbevölkerung) und 23 Dörfer (Köy) mit durchschnittlich 297 Bewohnern. Die Palette der Einwohnerzahlen reichte von 790 (Uzungüney) hinab bis 112, neun Dörfer hatten mehr als der Durchschnitt (297) Einwohner. 14,64 Prozent der Einwohner lebten auf dem Land.
Die Bevölkerungsdichte war die zweithöchste der Provinz (263,6 Einw. je km²), sie lag für die Provinz bei 177,0.

## Persönlichkeiten
- Tümer Metin (* 1974), Fußballspieler und -kommentator